# Route nationale 7A (Vietnam)
Pour les articles homonymes, voir Route 7A.
La route nationale 7A (vietnamien : Quốc lộ 7A, sigle QL.7A) ou route nationale 7 (vietnamien : Quốc lộ 7) est une route nationale au Viêt Nam.

## Parcours
La route nationale 7A, longue de 219 km, est entièrement située sur le territoire de la province de Nghệ An. 
La route 7A croise le chemin de fer Nord-Sud dans la ville de Dien Chau et elle se termine au poste frontière de Nam Can dans le district de Kỳ Sơn.
La route nationale 7A traverse les localités de Diễn Châu, Diễn Châu, Đô Lương, Anh Sơn, Con Cuông, Tương Dương, Kỳ Sơn. 
La plupart des villes de district des districts susmentionnés (Diễn Châu, Đô Lương, Anh Sơn, Con Cuông, Thạch Giám, Mường Xén) sont situées sur la route nationale 7A,.
De l'autre côté de la frontière, elle est prolongée par la route nationale 7 du Laos.